# Candida albicans
La Candida albicans è un fungo saprofita. Si tratta di un lievito appartenente alla famiglia dei Saccaromiceti.
Normalmente si trova nel cavo orale, nel tratto gastrointestinale e nella vagina (creando uno stato di purulenza).
Esso svolge un ruolo rilevante nella digestione degli zuccheri mediante un processo di fermentazione.

## Sinonimi e binomi obsoleti
- Dematium albicans (C.P. Robin) Laurent{?}, (1889)
- Monilia albicans (C.P. Robin) Zopf, (1890)
- Myceloblastanon albicans (C.P. Robin) M. Ota, Japanese Journal of Dermatology and Urology 27: 170 (1927)
- Mycotorula albicans (C.P. Robin) Langeron & Talice, Annls Parasit. hum. comp. 10: 44 (1932)
- Oidium albicans C.P. Robin, (1853)
- Parasaccharomyces albicans (C.P. Robin) Mello & L.G. Fern., (1918)
- Procandida albicans (C.P. Robin) E.K. Novák & Zsolt, Acta bot. hung. 7: 133 (1961)
- Saccharomyces albicans (C.P. Robin) Reess, (1877)
- Syringospora albicans (C.P. Robin) C.W. Dodge, (1935)

## Patologie connesse
La Candida albicans è presente nell'organismo umano allo stato saprofitario, ma può diventare patogena in specifiche condizioni (opportunismo) provocando la candidosi. In particolare fra le altre specie di candida essa è l'unica che vive sulle mucose oltre che sulla cute. La candida si moltiplica usualmente in modo anomalo nei fisici che hanno una qualche forma di squilibrio, un evento che in passato era marcatamente maggiore in soggetti debilitati e immunodepressi quali bambini, anziani e malati.

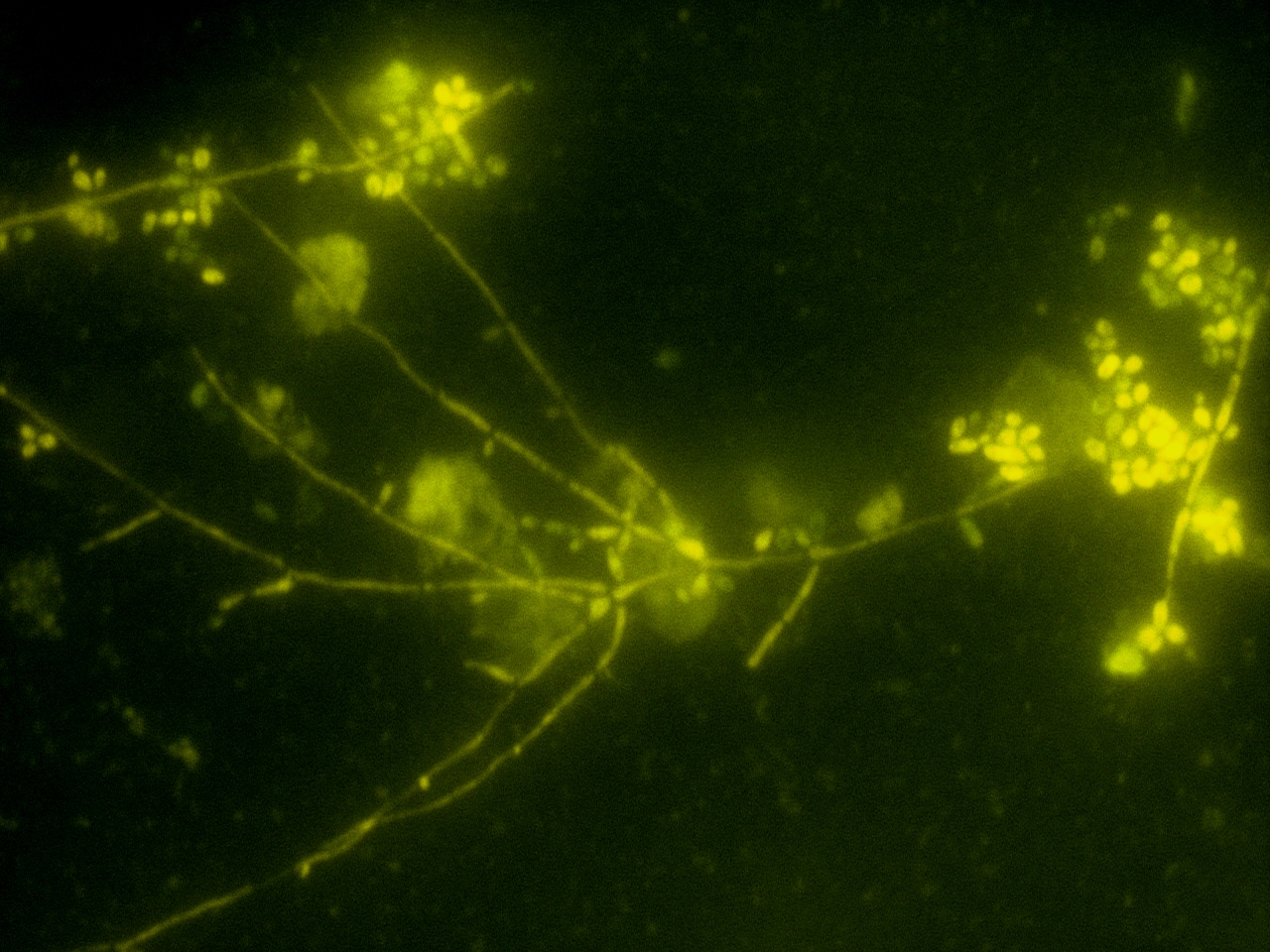
Emocoltura positiva per Candida albicans vista al microscopio.

Oggi queste forme di superinfezione di candida colpiscono anche soggetti sottoposti a lunghe cure antibiotiche (tetraciclina e neomicina, che intaccano la flora intestinale), stress prolungati e intensi o sbalzi ormonali. Il 60% delle donne che assumono la pillola soffre di candidosi vulvo-vaginale.
La candidosi si presenta quindi soprattutto come affezione vaginale (vaginite), del cavo orale (mughetto) o della pelle. Attraverso l'intestino, può raggiungere il sangue dove libera le proprie tossine provocando la candidemia. Questo fenomeno dà luogo ad un corredo di sintomi quali gonfiore addominale, rallentamento della digestione, disturbi intestinali (stipsi o diarrea), intolleranze alimentari, stanchezza, irritabilità, insonnia, perdita di memoria, mal di testa e depressione. La candidosi induce anche un cattivo assorbimento delle sostanze nutritive e, a lungo andare, uno stato di malnutrizione.